# Чуб Володимир Євгенович
Володи́мир Євге́нович Чуб (* 30 вересня 1956 р., м. Дніпропетровськ) — народний депутат України, член Партії регіонів.

## Освіта
У 1982 році закінчив Дніпропетровський хіміко-технологічний інститут імені Дзержинського за спеціальністю «Хімічна технологія твердого палива та вуглецевих матеріалів».

## Трудова діяльність
З 1982 — апаратник цеху ректифікації ВАТ «Алчевськкокс».
1983–1986 — майстер цеху вловлювання, заступник начальника виробничого відділу ВАТ «Алчевськкокс».
1986–1992 — заступник начальника цеху сіркоочищення ВАТ «Алчевськкокс».
З 1992 — головний інженер Алчевського коксохімічного заводу.
З листопада 1996 — голова правління ВАТ «Алчевськкокс».
З 2004 — генеральний директор ВАТ «Алчевськкокс».
З 2002 по 2006 рр. — депутат Луганської обласної ради від м. Алчевська.
26 березня 2006 був обраний Алчевським міським головою.
31 жовтня 2010 був обраний Алчевським міським головою на другий термін.
На парламентських виборах 2012 р. був обраний народним депутатом України від Партії регіонів по одномандатному мажоритарному виборчому округу № 110 (Луганська область). За результатами голосування здобув перемогу, набравши 48,08 % голосів виборців.
Голова підкомітету з питань державного моніторингу навколишнього природного середовища, формування та використання коштів фондів охорони навколишнього природного середовища, бюджетного процесу, екологічних інвестицій, страхування екологічних ризиків Комітету Верховної Ради з питань екологічної політики, природокористування та ліквідації наслідків Чорнобильської катастрофи.